# District de Posavje
Le district de Posavje est l'un des 17 districts de la municipalité de Ljubljana.

## Points d'intérêt
La quintaine slovène à Savlje (en)